# دریاچه آمتکلی
دریاچه آمتکلی (آبخازی: Амтҟьал، گرجی: ამტყელის ტბა، (به روسی: Амткел)) دریاچه‌ای در ناحیه گولریپشی در آبخازیای کشور گرجستان است.
به دلیل ظرفیت تخلیه محدود دریاچه، سطح آب آن در هنگام ذوب برف در ماه مه به شدت افزایش می‌یابد که منجر به نوسانات سالانه تا ۴۰ متر (۱۳۱ فوت) در ارتفاع متوسط ۵۱۲ متری (۱۶۸۰ فوت) دریاچه از سطح دریا و ۶۵ متر (۲۱۳فوت ) می‌شود. حداکثر عمق و افزایش طول آن از ۲.۴ کیلومتر (۱.۵ مایل) به ۴ کیلومتر (۲.۵ مایل)، مساحت متوسط دریاچه آمتکلی ۰.۵۸ کیلومتر مربع (۰.۲۲ مایل مربع) و حوضه زهکشی آن ۱۵۳ کیلومتر مربع (۵۹ مایل مربع) است.
در ژوئیه و اوت، میانگین دمای سطح دریاچه ۲۰ درجه سانتی گراد (۶۸ درجه فارنهایت) است و در زمستان به ندرت یخ می‌زند.